# Лебяжье (Донецкая область)
Лебяжье (укр. Леб'яже) — посёлок, входит в Макеевский городской совет Донецкой области Украины. Находится под контролем самопровозглашённой Донецкой Народной Республики.

#### Соседние населённые пункты по странам света
СЗ, З: Красный Партизан
С, СВ: Пантелеймоновка
В: Василевка (Макеевского горсовета)
ЮЗ: Василевка (Ясиноватского района), Землянки, город Ясиноватая
ЮВ: Рясное, Петровское, Путепровод, Криничная
Ю: Ясиновка, город Макеевка

## Население
Население по переписи 2001 года составляло 18 человек.

## Местный совет
86183, Донецкая обл., Макеевский городской совет, пгт. Криничная, ул. Дзержинского, 10а, тел. 36-3-38. Телефонный код — 6232.